# Sigwin van Are
Sigwin van Are, bijgenaamd de Vrome, (overleden te Keulen op 31 mei 1089) was van 1078 tot aan zijn dood aartsbisschop van Keulen.

## Levensloop
De herkomst en afstamming van Sigwin van Are zijn niet uitgeklaard.
Vanaf 1076 was hij deken van de Dom van Keulen. Twee jaar later, in 1078, werd hij door keizer Hendrik IV benoemd tot aartsbisschop van Keulen. Sigwin was een trouwe bondgenoot van de keizer en steunde hem in de Investituurstrijd. In 1083 was hij tevens de tweede Duitse bisschop ooit die een godsvrede aankondigde. Op 30 mei 1087 kroonde hij de dertienjarige keizerszoon Koenraad van Neder-Lotharingen in Aken tot Rooms-Duits koning.
Sigwin stierf in mei 1089 en werd bijgezet in de Dom van Keulen.
- Gemeinsame Normdatei: 189547634
- Virtual International Authority File: 220551480
- WorldCat: E39PBJmP6MWMdKHWHHM6vb3RKd